# Amstelland Panthers 2015
Questa voce raccoglie le informazioni riguardanti gli Amstelland Panthers nelle competizioni ufficiali della stagione 2015.

## Eredivisie 2015

### Stagione regolare
| 15 febbraio 2015 3ª giornata | Hilversum Hurricanes | 23 – 18 | Amstelland Panthers |  |

| 1º marzo 2015 4ª giornata | Alphen Eagles | 33 – 0 | Amstelland Panthers |  |

| 8 marzo 2015 5ª giornata | Amstelland Panthers | 6 – 25 | Arnhem Falcons |  |

| 15 marzo 2015 6ª giornata | Amstelland Panthers | 6 – 12 | Amsterdam Crusaders |  |

| 29 marzo 2015 7ª giornata | Amstelland Panthers | 0 – 6 | 010 Trojans |  |

| 12 aprile 2015 9ª giornata | Amstelland Panthers | 32 – 3 | Lightning Leiden |  |

| 26 aprile 2015 10ª giornata | Amstelland Panthers | 12 – 6 | Nijmegen Pirates |  |

| 17 maggio 2015 12ª giornata | Hilversum Hurricanes | 23 – 22 | Amstelland Panthers |  |

| 31 maggio 2015 14ª giornata | Lightning Leiden | 3 – 26 | Amstelland Panthers |  |

| 14 giugno 2015 16ª giornata | Amsterdam Crusaders | 22 – 13 | Amstelland Panthers |  |

## Statistiche di squadra
| Competizione           | %Vittorie | In casa | In casa | In casa | In casa | In casa | In casa | In trasferta | In trasferta | In trasferta | In trasferta | In trasferta | In trasferta | Totale | Totale | Totale | Totale | Totale | Totale |
| Competizione           | %Vittorie | G       | V       | N       | P       | Pf      | Ps      | G            | V            | N            | P            | Pf           | Ps           | G      | V      | N      | P      | Pf     | Ps     |
| ---------------------- | --------- | ------- | ------- | ------- | ------- | ------- | ------- | ------------ | ------------ | ------------ | ------------ | ------------ | ------------ | ------ | ------ | ------ | ------ | ------ | ------ |
| ED - Stagione regolare | .300      | 5       | 2       | 0       | 3       | 56      | 52      | 5            | 1            | 0            | 4            | 79           | 104          | 10     | 3      | 0      | 7      | 135    | 156    |
| Totale                 | .300      | 5       | 2       | 0       | 3       | 56      | 52      | 5            | 1            | 0            | 4            | 79           | 104          | 10     | 3      | 0      | 7      | 135    | 156    |